# Короткий опис кухонь народів світу
Нижче наведено огляд та тематичний посібник із кухонь:
Кухня — особливий набір кулінарних традицій і практик, які часто пов'язані з певною культурою . Її часто називають на честь регіону або місця, де присутня її основна культура. На кухню в першу чергу впливають інгредієнти, які доступні на певній території та торгівля. Релігійні закони, які стосуються їжі також можуть мати сильний вплив на кулінарні практики.

## Що таке кухня?
- Стиль приготування їжі — підготовка їжі до вживання. Як правило, це вимагає відбору, вимірювання та поєднання інгредієнтів у впорядкованій процедурі для досягнення бажаних результатів. Приготування їжі включає кулінарію, але не обмежується нею.
- Їжа та напої — див. «Компоненти кухні» нижче

## Види кухні
Дивіться: Кухні народів світу

## Складові кухні

### Продукти харчування та напої
- Напої — це рідини, спеціально приготовлені для споживання людиною. Крім основних потреб, напої є частиною культури людського суспільства. Хоча всі напої, включаючи соки, безалкогольні та газовані напої, містять певну форму води, сама вода часто не класифікується як напій, і слово «напій» неодноразово визначається як таке, яке не відноситься до води. Див. Список напоїв[en] .
- Їжа — це будь-яка речовина, яка споживається для забезпечення поживної підтримки організму. Зазвичай вона буває рослинного або тваринного походження і містить необхідні поживні речовини, такі як жири, білки, вітаміни або мінерали. Речовина поглинається організмом і засвоюється клітинами організму для забезпечення енергією, підтримки життя та стимуляції росту.
  - Презентація їжі — мистецтво модифікації, обробки, аранжування або декорування їжі для підвищення її естетичної привабливості. Візуальне представлення їжі часто розглядається кухарями на різних етапах приготування їжі. Сама їжа може бути прикрашена, як у вишуканих крижаних тортах, покрита декоративними, іноді скульптурними матеріалами, полита соусами, посипана насінням, порошком або іншими топінгами, або може супроводжуватися їстівними чи неїстівними гарнірами.
- Стилі приготування їжі — див. Техніки приготування їжі

### Харчування
Харчування  — кухня, яка зазвичай, подається у формі страви. Їда — це прийом їжі, який відбувається в певний час і включає конкретну, приготовану їжу або їжу, з'їдену в цей час. Назви, які використовуються для окремих страв англійською мовою, сильно відрізняються залежно від культури мовця, часу доби або розміру їжі. Харчування складається з одного або кількох прийомів їжі, які, у свою чергу, складаються з однієї чи кількох страв.

### Структура харчування в кухнях
Структура харчування залежить від культури. Ось кілька прикладів:

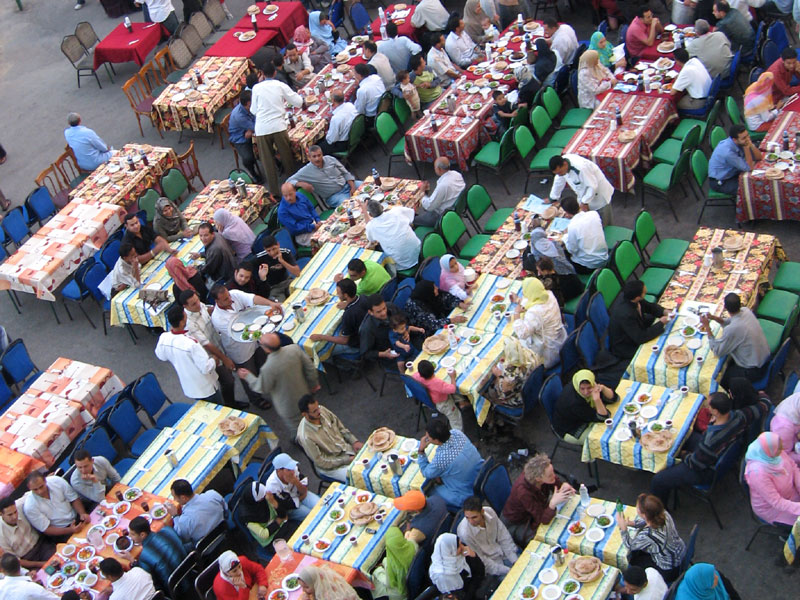
Рамаданська вечеря, відома як іфтар, у Каїрі, Єгипет.

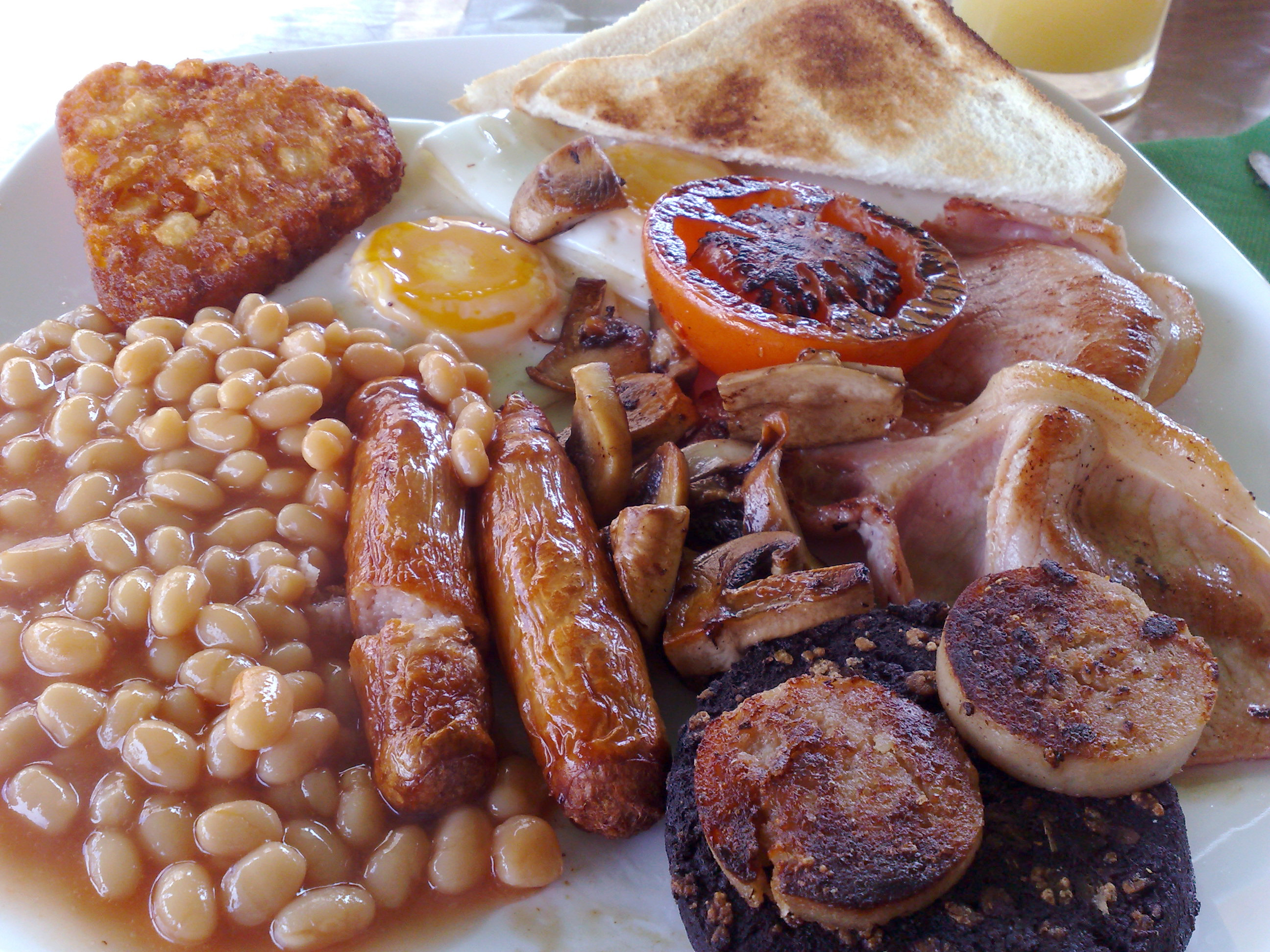
Повний англійський сніданок зі смаженим яйцем, ковбасою, білим і чорним пудингом, беконом, грибами, запеченою квасолею, оладками, тостами та половиною помідора

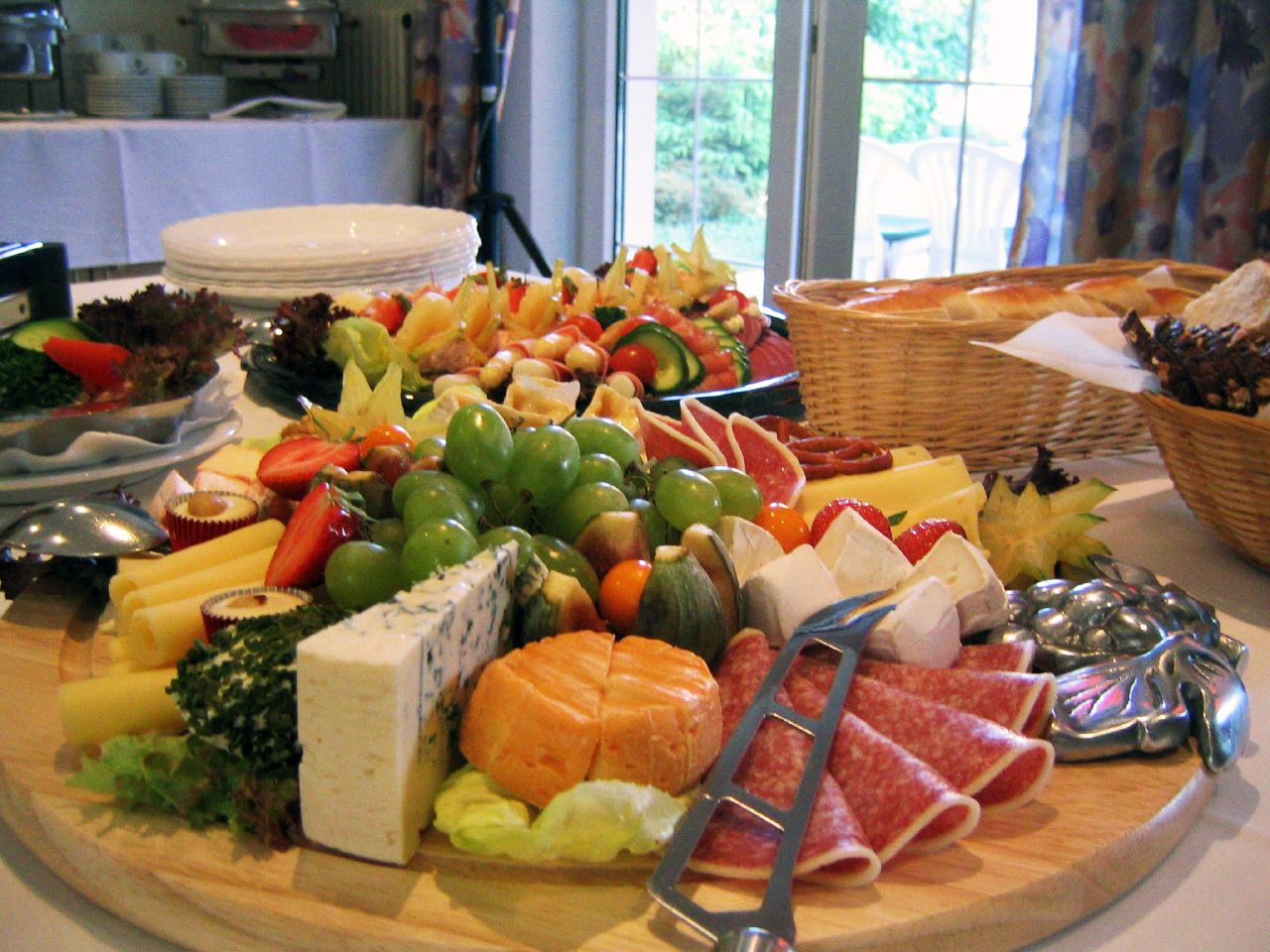
Типовий німецький сніданок «шведський стіл».

- Структура харчування в арабській кухні — включає сніданок, обід і вечерю (в тому числі і десерт). Однак під час Рамадану (9-й місяць) піст є першорядним і триває від світанку до заходу сонця. Кожного дня під час Рамадану, перед світанком, багато мусульман дотримуються передпісної їжі, яка називається сухур. Після зупинки незадовго до світанку мусульмани починають першу молитву дня, Фаджр. На заході сонця сім'ї поспішають на іфтар.
- Структура харчування в болівійській кухні — обід (almuerzo) є найважливішим прийомом їжі болівійського дня. Болівійці дотримуються післяобіднього чаю (té), подібний до того, що в Англії. Вечеря (la cena) — це легший, набагато неформальніший прийом їжі, ніж обід.
- Структура харчування в данській кухні — зазвичай складається з холодного сніданку з кавою чи чаєм, холодного обіду на роботі та гарячої вечері вдома з родиною. Деякі також перекусують в середині дня або пізно ввечері.
- Структура харчування в голландській кухні — голландці снідають, обідають (ці прийоми їжі мало відрізняються один від одного), п'ють чай та вечеряють (також їдять десерт).
- Структура харчування в англійській кухні — сніданок є традиційним для всієї Англії. Люди нижчого середнього та робітничого класу, особливо з півночі Англії, англійського Мідленду та Шотландії, традиційно називають обід і вечерю (подається близько 18:00) чаєм, тоді як вищі соціальні класи називають обіді вечірню їжу (подається після 19:00) вечерею.
- Структура харчування у французькій кухні — сніданок (le petit déjeuner), обід (le déjeuner), вечеря (le dîner) і десерт. Напої, які передують трапезі, називаються аперитивами (буквально: що відкривають апетит), і можуть подаватися з амус-бушами[en] (буквально: той, що розважає). Ті, що закінчують трапезу, називаються дигестивами .
- Структура харчування в німецькій кухні — традиційно день починається зі сніданку (frühstück), обід (mittagessen) є основною їжею, після чого слідує вечеря (abendessen або abendbrot) з десертом.
- Структура харчування в іранській кухні — сніданок називається sobhāneh. Обід і вечеря (naahaar va shaam) не розрізняються в Персії. Зазвичай у більшості іранських будинків можна знайти чай, який заварюється протягом дня.
- Структура харчування в італійській кухні — сніданок (colazione), обід (pranzo), полуденок (merenda) і вечеря (cena)
- Структура харчування в марокканській кухні

## Історія кухні
- Історія приготування їжі — не збереглося відомих чітких археологічних доказів першого приготування їжі. Більшість антропологів вважають, що готувати на багатті почали лише близько 250 000 років тому, коли почали з'являтися вогнища.
- Історія азійської кухні
  - Історія китайської кухні — відзначена як різноманітністю, так і змінами. Археолог і вчений К. Ч. Чхан каже, що «китайці особливо стурбовані їжею» і «їжа є центром багатьох соціальних взаємодій або, принаймні, вона супроводжує чи символізує». За його словами, протягом історії «безперервність значно переважає зміни». Він пояснює основні принципи організації, які сягають найдавніших часів і дають спадкоємність традиції їжі, в основному, що звичайна їжа складається з fan（饭/飯） (зерно та інші крохмалі) і cai（菜） (овочеві або м'ясні страви).[1]
  - Історія кухні Індійського субконтиненту — багата і різноманітна. Як країна, яка зазнала масової імміграції та змішування протягом багатьох тисячоліть, Індійський субконтинент зазнав численних харчових впливів. Різноманітний клімат регіону, від глибокого тропічного до альпійського, також допоміг значно розширити набір інгредієнтів, доступних для багатьох кулінарних шкіл в Індії.
  - Історія японської кухні
- Історія латинської кухні
  - Історія аргентинської кухні — багата і різноманітна. Як країна, яка протягом багатьох років переживала інтенсивну імміграцію, країна отримала користь від численних впливів їжі. Різноманітний клімат регіону, від субтропічного до субполярного, також допоміг значно розширити набір легкодоступних інгредієнтів.
- Історія близькосхідної кухні
  - Історія іракської кухні — серед стародавніх текстів, знайдених в Іраку, є шумеро-аккадський двомовний словник, записаний клинописом на 24 кам'яних табличках приблизно в 1900 році до нашої ери. У ньому наведено терміни двома стародавніми іракськими мовами для понад 800 різних продуктів харчування та напоїв. Включено 20 різних видів сиру, понад 100 різновидів супу та 300 видів хліба — кожен із різними інгредієнтами, начинкою, формою чи розміром.